# Loxoblemmus subangulatus
Loxoblemmus subangulatus är en insektsart som beskrevs av Yang, Chikun 1992. Loxoblemmus subangulatus ingår i släktet Loxoblemmus och familjen syrsor. Inga underarter finns listade i Catalogue of Life.